# Ytter-Stensjön
Ytter-Stensjön är en sjö i Ånge kommun i Medelpad och ingår i Delångersåns huvudavrinningsområde. Sjön har en area på 0,35 kvadratkilometer och ligger 386,1 meter över havet. Sjön avvattnas av vattendraget Stensjöån.

## Delavrinningsområde
Ytter-Stensjön ingår i det delavrinningsområde (690631-151614) som SMHI kallar för Utloppet av Ytterstensjön. Medelhöjden är 414 meter över havet och ytan är 2,09 kvadratkilometer. Räknas de 3 avrinningsområdena uppströms in blir den ackumulerade arean 28,05 kvadratkilometer. Stensjöån som avvattnar avrinningsområdet har biflödesordning 2, vilket innebär att vattnet flödar genom totalt 2 vattendrag innan det når havet efter 130 kilometer. Avrinningsområdet består mestadels av skog (79 procent). Avrinningsområdet har 0,35 kvadratkilometer vattenytor vilket ger det en sjöprocent på 16,6 procent.